# Victoria Yagling
Victoria Yagling (ryska: Виктория Борисовна Яглинг, Viktorija Borisovna Jagling), född 14 maj 1946 i Moskva, död 1 augusti 2011 i Helsingfors, var en sovjetisk-finländsk cellist och kompositör som undervisade vid Sibelius-Akademin. Hon var född och uppvuxen i Sovjetunionens huvudstad Moskva; år 1990 emigrerade hon till Finlands huvudstad Helsingfors.
Mstislav Rostropovitj och Dmitrij Kabalevskij fanns bland Yaglings lärare i Moskva. Hon vann första priset i Gaspar Cassadó-tävlingen och gjorde en omfattande solokarriär. En av hennes egna studenter var den finländska cellisten Sennu Laine. Bland Yaglings kompositioner kan nämnas tre cellokonserter och flera sonater. Hon komponerade även vokalmusik till dikter av Anna Achmatova och Arsenij Tarkovskij.